# Crypturellus boucardi
Crypturellus boucardi là một loài chim trong họ Tinamidae.